# 1831
Il 1831 (MDCCCXXXI in numeri romani) è un anno  del XIX secolo.

## Eventi
- Esce l'edizione fiorentina dei Canti di Giacomo Leopardi.
- Viene teorizzata la legge di Faraday-Neumann.
- Robert Brown osserva per la prima volta il nucleo cellulare in alcune cellule vegetali.
- Esce la versione completa del Faust di Goethe.
- 2 febbraio: Viene eletto papa il cardinale Mauro Alberto Cappellari, il quale assume il nome di Gregorio XVI.
- 10 febbraio – Italia: Giuseppe Mazzini lascia l'Italia e affronta l'esilio in Francia, a Marsiglia.
- 22 marzo: viene istituita la Legione straniera.
- 25 marzo: Battaglia delle Celle - Un esercito di circa 1500 patrioti italiani affrontano le truppe austriache, accorse in Italia per sedare la rivolta popolare nelle legazioni di Ravenna, Forlì, Bologna e Ferrara contro il potere pontificio.
- 25 aprile – New York: prima di The Lion of the West, commedia dedicata all'eroe popolare Davy Crockett.
- 27 aprile: a Torino muore Carlo Felice e gli succede sul trono del Regno di Sardegna il nipote Carlo Alberto.
- 26 maggio: a Modena viene giustiziato, mediante impiccagione, Ciro Menotti.
- 26 giugno: Leopoldo I diventa il primo re dei belgi.
- Luglio: Giuseppe Mazzini fonda la Giovine Italia.
- 15 novembre: le grandi potenze riunite a Londra pubblicano il Protocollo dei XXIV articoli, destinato a ratificare l'indipendenza del Belgio dai Paesi Bassi.
- 27 dicembre: Charles Darwin s'imbarca per il suo storico viaggio a bordo del HMS Beagle.

## Nati
Ci sono circa 390 voci su persone nate nel 1831; vedi la pagina Nati nel 1831 per un elenco descrittivo o la categoria Nati nel 1831 per un indice alfabetico.

## Morti
Ci sono circa 220 voci su persone morte nel 1831; vedi la pagina Morti nel 1831 per un elenco descrittivo o la categoria Morti nel 1831 per un indice alfabetico.

## Calendario
| Calendario 1831 | Calendario 1831 | Calendario 1831 | Calendario 1831 | Calendario 1831 | Calendario 1831 | Calendario 1831 | Calendario 1831 | Calendario 1831 | Calendario 1831 | Calendario 1831 | Calendario 1831 | Calendario 1831 | Calendario 1831 | Calendario 1831 | Calendario 1831 | Calendario 1831 | Calendario 1831 | Calendario 1831 | Calendario 1831 | Calendario 1831 | Calendario 1831 | Calendario 1831 | Calendario 1831 | Calendario 1831 | Calendario 1831 | Calendario 1831 | Calendario 1831 | Calendario 1831 | Calendario 1831 | Calendario 1831 | Calendario 1831 | Calendario 1831 |
| --------------- | --------------- | --------------- | --------------- | --------------- | --------------- | --------------- | --------------- | --------------- | --------------- | --------------- | --------------- | --------------- | --------------- | --------------- | --------------- | --------------- | --------------- | --------------- | --------------- | --------------- | --------------- | --------------- | --------------- | --------------- | --------------- | --------------- | --------------- | --------------- | --------------- | --------------- | --------------- | --------------- |
|                 | 1               | 2               | 3               | 4               | 5               | 6               | 7               | 8               | 9               | 10              | 11              | 12              | 13              | 14              | 15              | 16              | 17              | 18              | 19              | 20              | 21              | 22              | 23              | 24              | 25              | 26              | 27              | 28              | 29              | 30              | 31              |                 |
| Gennaio         | Sa              | Do              | Lu              | Ma              | Me              | Gi              | Ve              | Sa              | Do              | Lu              | Ma              | Me              | Gi              | Ve              | Sa              | Do              | Lu              | Ma              | Me              | Gi              | Ve              | Sa              | Do              | Lu              | Ma              | Me              | Gi              | Ve              | Sa              | Do              | Lu              |                 |
| Febbraio        | Ma              | Me              | Gi              | Ve              | Sa              | Do              | Lu              | Ma              | Me              | Gi              | Ve              | Sa              | Do              | Lu              | Ma              | Me              | Gi              | Ve              | Sa              | Do              | Lu              | Ma              | Me              | Gi              | Ve              | Sa              | Do              | Lu              |                 |                 |                 |                 |
| Marzo           | Ma              | Me              | Gi              | Ve              | Sa              | Do              | Lu              | Ma              | Me              | Gi              | Ve              | Sa              | Do              | Lu              | Ma              | Me              | Gi              | Ve              | Sa              | Do              | Lu              | Ma              | Me              | Gi              | Ve              | Sa              | Do              | Lu              | Ma              | Me              | Gi              |                 |
| Aprile          | Ve              | Sa              | Do              | Lu              | Ma              | Me              | Gi              | Ve              | Sa              | Do              | Lu              | Ma              | Me              | Gi              | Ve              | Sa              | Do              | Lu              | Ma              | Me              | Gi              | Ve              | Sa              | Do              | Lu              | Ma              | Me              | Gi              | Ve              | Sa              |                 |                 |
| Maggio          | Do              | Lu              | Ma              | Me              | Gi              | Ve              | Sa              | Do              | Lu              | Ma              | Me              | Gi              | Ve              | Sa              | Do              | Lu              | Ma              | Me              | Gi              | Ve              | Sa              | Do              | Lu              | Ma              | Me              | Gi              | Ve              | Sa              | Do              | Lu              | Ma              |                 |
| Giugno          | Me              | Gi              | Ve              | Sa              | Do              | Lu              | Ma              | Me              | Gi              | Ve              | Sa              | Do              | Lu              | Ma              | Me              | Gi              | Ve              | Sa              | Do              | Lu              | Ma              | Me              | Gi              | Ve              | Sa              | Do              | Lu              | Ma              | Me              | Gi              |                 |                 |
| Luglio          | Ve              | Sa              | Do              | Lu              | Ma              | Me              | Gi              | Ve              | Sa              | Do              | Lu              | Ma              | Me              | Gi              | Ve              | Sa              | Do              | Lu              | Ma              | Me              | Gi              | Ve              | Sa              | Do              | Lu              | Ma              | Me              | Gi              | Ve              | Sa              | Do              |                 |
| Agosto          | Lu              | Ma              | Me              | Gi              | Ve              | Sa              | Do              | Lu              | Ma              | Me              | Gi              | Ve              | Sa              | Do              | Lu              | Ma              | Me              | Gi              | Ve              | Sa              | Do              | Lu              | Ma              | Me              | Gi              | Ve              | Sa              | Do              | Lu              | Ma              | Me              |                 |
| Settembre       | Gi              | Ve              | Sa              | Do              | Lu              | Ma              | Me              | Gi              | Ve              | Sa              | Do              | Lu              | Ma              | Me              | Gi              | Ve              | Sa              | Do              | Lu              | Ma              | Me              | Gi              | Ve              | Sa              | Do              | Lu              | Ma              | Me              | Gi              | Ve              |                 |                 |
| Ottobre         | Sa              | Do              | Lu              | Ma              | Me              | Gi              | Ve              | Sa              | Do              | Lu              | Ma              | Me              | Gi              | Ve              | Sa              | Do              | Lu              | Ma              | Me              | Gi              | Ve              | Sa              | Do              | Lu              | Ma              | Me              | Gi              | Ve              | Sa              | Do              | Lu              |                 |
| Novembre        | Ma              | Me              | Gi              | Ve              | Sa              | Do              | Lu              | Ma              | Me              | Gi              | Ve              | Sa              | Do              | Lu              | Ma              | Me              | Gi              | Ve              | Sa              | Do              | Lu              | Ma              | Me              | Gi              | Ve              | Sa              | Do              | Lu              | Ma              | Me              |                 |                 |
| Dicembre        | Gi              | Ve              | Sa              | Do              | Lu              | Ma              | Me              | Gi              | Ve              | Sa              | Do              | Lu              | Ma              | Me              | Gi              | Ve              | Sa              | Do              | Lu              | Ma              | Me              | Gi              | Ve              | Sa              | Do              | Lu              | Ma              | Me              | Gi              | Ve              | Sa              |                 |